# Sofía Zámolo
Sofía Lisa Zámolo (San Isidro, Argentina; 21 de marzo de 1983) es una modelo, actriz y conductora de televisión argentina.

## Biografía
Nació en San Isidro el 21 de marzo de 1983. Hija de Diether, abogado y Cristina, agente de viajes y tiene tres hermanos, Andrea y los mellizos Diego y Federico, este último fallecido en un accidente de moto. Estudió en el Colegio Carmen Arriola de Marín.
Comenzó a trabajar como modelo publicitaria y de pasarela a los 16 años, cuando un amigo de su papá la presentó en una agencia.

## Carrera
Comenzó a trabajar como modelo publicitaria y de pasarela a los 16 años, cuando un amigo de su papá la presentó en una agencia. Sofía se hizo conocida en 2001 gracias a la Revista Gente, donde realizó la tapa La Rubia y la Morocha junto a Karina Jelinek. Gracias a esta portada consiguió trabajo en Argentina, Chile, Paraguay, Perú, República Dominicana, Miami, Madrid, París y Uruguay. Realizó decenas de campañas para variadas marcas argentinas y latinoamericanas de indumentaria, lencería, zapatos y belleza, como la nueva campaña de zapatos y trajes de baño de la línea juvenil Ricky, de Ricky Sarkany.[cita requerida]
En 2005 fue la cara de Nueva Campaña Kaury.[cita requerida] En el mismo año realizó una importante participación en el videoclip  "Qué voy a Hacer Sin ti" de Rodolfo Friedmann.
En 2005 tuvo una pequeña aparición en la televisión en el programa No hay 2 sin 3 de Gerardo Sofovich por Canal 9.[cita requerida]
En el mismo año realizó una importante participación en el videoclip  "Qué voy a Hacer Sin ti" de Rodolfo Friedmann. 
En 2007, Sofía viajó a México, a la Península de Yucatán,a conducir el evento de moda y diseño «La flor más bella»".[cita requerida] Su debut en el teatro, fue en la temporada 2007/08 en Villa Carlos Paz, en Pa'que tengan, con Miguel del Sel. En el año 2008 participó en el Bailando por un sueño.[cita requerida]
Volvió en Bailando por un sueño. En 2008 realizó la campaña otoño/invierno 08 de la marca de indumentaria Sweet Jeans y fue la protagonista del Calendario Brahma Paraguay 2008.[cita requerida] En 2009 debutó como actriz en la tira juvenil Niní protagonizada por Florencia Bertotti y Federico Amador, por Telefe, teniendo una participación el algunos capítulos. En 2010 debutó como conductora en Plan Belleza, de Utilísima Satelital. En 2010 fue la cara de L'Oréal cuando esta marca organizó un evento en la ciudad de Rosario. En 2011 fue convocada por Marcelo Tinelli para conducir el programa La cocina del show, junto a Mariano Iudica.
Además participó en Cantando por un sueño. Sofía fue tapa de numerosas revistas latinoamericanas, como Revista Gente, Caras, Gabo, Hombre, Cosmopolitan, Revista Luz, Revista SH, Mia, Luna, Uruguay Gente, Las Rosas, etc.[cita requerida]

## Videos musicales
| Año  | Canción                   | Artista            |
| ---- | ------------------------- | ------------------ |
| 2005 | ¿Que voy a hacer contigo? | Rodolfo Frieldmann |
| 2014 | Apnea                     | Ricardo Arjona     |

## Teatro
| Año       | Obra           | Lugar            |
| --------- | -------------- | ---------------- |
| 2007/2008 | Pa' que tengan | Villa Carlos Paz |

## Televisión
| Programas de televisión | Programas de televisión      | Programas de televisión | Programas de televisión                    | Programas de televisión |
| Año                     | Título                       | Rol                     | Notas                                      |                         |
| ----------------------- | ---------------------------- | ----------------------- | ------------------------------------------ | ----------------------- |
| 2002                    | El show creativo             | Co-conductora           |                                            |                         |
| 2003                    | Videomatch                   | Diversos personajes     | Participación Especial                     |                         |
| 2007                    | El Special Playa del Carmen  | Conductora              | Invitada                                   |                         |
| 2007                    | Sexies                       | Conductora              |                                            |                         |
| 2008                    | Showmatch, Bailando 2008     | Participante            | 30.ª Eliminada / 10mo Lugar                |                         |
| 2010                    | Plan belleza                 | Conductora              |                                            |                         |
| 2010                    | Showmatch, Bailando 2010     | Participante            | 25.ª Eliminada / 5to Lugar                 |                         |
| 2011                    | La cocina del Show           | Conductora.             |                                            |                         |
| 2011                    | Plan Belleza 2               | Conductora              |                                            |                         |
| 2011                    | Sábado Show, Cantando 2011   | Participante            | 10.ª Eliminada / 7mo Lugar                 |                         |
| 2013                    | Tu cara me suena (Argentina) | Reemplazante            | Reemplazo de Rocío Guirao Díaz (semifinal) |                         |
| 2014                    | Animales sueltos             | Panelista               |                                            |                         |
| 2016                    | Conexiones                   | Conductora              |                                            |                         |
| 2019                    | Incorrectas                  | Panelista               |                                            |                         |
| Ficciones               |                              |                         |                                            |                         |
| Año                     | Título                       | Personaje               | Notas                                      |                         |
| 2002                    | Pone a Francella             | Diversos personajes     | Participación Especial                     |                         |
| 2005                    | No hay 2 sin 3               | Diversos personajes     | Participación especial                     |                         |
| 2009                    | Niní                         | Tamara                  | Participación especial.                    |                         |

## Modelaje, gráficas y campañas
| Año  | Marca o campaña.                   |
| ---- | ---------------------------------- |
| 2001 | Telefónica Comercial               |
| 2001 | Unicenter                          |
| 2001 | Cerveza Baviera                    |
| 2001 | Falabella                          |
| 2001 | Paruolo Calzature Otoño / Invierno |
| 2001 | Sweet Jeans Primavera / Verano     |
| 2001 | Telefónica - Speedy                |
| 2001 | Innocenza Primavera / Verano       |
| 2002 | Ricky Sarkany Primavera / Verano   |
| 2002 | Pino-Lro-Lina Coiffeur             |
| 2002 | Marcela Koury                      |
| 2002 | Vicky Form MÉXICO                  |
| 2002 | INTIME (LENCERÍA)                  |
| 2003 | Avon Catálogos                     |
| 2003 | Marcela Koury                      |
| 2003 | Avon INNOCENZA                     |
| 2003 | TIENDAS HITES                      |
| 2003 | TIENDAS CORONA Verano 2003         |
| 2002 | INTIME                             |
| 2003 | Ona Saenz Otoño / Invierno         |
| 2003 | Axe Desodorante                    |
| 2003 | Vicky Form                         |
| 2004 | Peter Pan                          |
| 2004 | Ricky Sarkany                      |
| 2004 | Avon HILTON                        |
| 2005 | Lay's                              |
| 2005 | Marcela Koury.                     |
| 2007 | PST                                |
| 2008 | Mary & Joe                         |
| 2008 | PST                                |
| 2008 | MK Lencería 2008                   |
| 2009 | VER (Marca de Ropa)                |
| 2009 | Victoria M. Ortizk                 |
| 2009 | Punto 1 Otoño/Invierno             |
| 2010 | VH's Blog                          |
| 2010 | L’Oréal Paris                      |
| 2010 | Veet                               |
| 2010 | Winkel                             |
| 2011 | Orgullosa Maria - Marca de Ropa    |
| 2012 | Marcela Koury 2012                 |
| 2012 | Eximia by Pininfaria               |